# Merycopotamus
Merycopotamus — вимерлий рід азійських антракотерій, що з'явився в середньому міоцені і вимер у пізньому пліоцені. На піку впливу роду види поширювалися по всій південній Азії. З вимиранням останнього виду, M. dissimilis, родовід антракотерій припинився. Merycopotamus був тісно пов'язаний з антракотеровим родом Libycosaurus, який, на відміну від першого, ніколи не залишав Африку. Фактично, деякі африканські скам'янілості спочатку були поміщені в Merycopotamus, але тепер віднесені до Libycosaurus.